# 本頓 (印第安納州)
本頓（英語：Benton）是位於美國印地安納州埃爾克哈特縣的一個非建制地區。該地的面積和人口皆未知。